# Ялиновий хрест
Ялиновий хрест — рідкісна негеральдична фігура в геральдиці та хрест, названий на честь ялиноподібного поділу. Усі поперечини закінчуються стилізованими кінцями ялинових гілок, подібними до жердини або жердини ґепель. Чи злилися тут лісові багатства і релігія в один символ, документально не підтверджено.
Вперше зріз ялиці в основі був використаний на гербі муніципалітету Варпайярві у Фінляндії близько 1949 року у змішаних кольорах. Герб міста Марнах у Люксембурзі також розділений ялицевим зрізом. Фінський муніципалітет Нільсія, австрійський муніципалітет Шлайтен у Тіролі (тут у змішаних кольорах з діагональним поділом) та Гундінг у Нижній Баварії мають у своїх гербах ялицевий хрест.

## Приклади

Золотий ялиновий хрест у гербі Нільсії
Гундінг у Нижній Баварії
Шлайтен в Тіролі
Ристіярві